# غيم برو
 غيم برو ميديا (بالإنجليزية: GamePro أو GamePro Media) كانت شركة وسائط متعلقة بالألعاب تقوم بنشر محتويات عبر الإنترنت حول صناعة ألعاب الفيديو ، عتاد ألعاب الفيديو وبرمجيات ألعاب الفيديو التي يتم تطويرها لأنظمة ألعاب الفيديو (مثل بلاي ستيشن 3 ، إكس بوكس 360 ، وي) ، للحاسوب أو الأجهزة المحمولة (مثل بلاي ستيشن بورتبل، نينتندو دي إس، آيفون) . تمتلك «غيم برو ميديا» مجلة غيم برو وموقع GamePro.com . الشركة هي شركة تابعة لـ إنترناشونال داتا غروب (International Data Group). تم غلق الموقع والمجلة في 2011 نظراً لقلة القراء.

## وصلات خارجية
- Gamepro.com: Official Gamepro website
- GameproMedia.com: Online media kit
- Games.net: A Gamepro Media Network website
- GameDownloads.com: A Gamepro Media Network website
- Blogfaction.com: A Gamepro Media Network website
- Gamepro API
- Gamepro RetroMags Wiki article